# Nowa Wieś (Pińczów)
Nowa Wieś – część miasta Pińczów położona w województwie świętokrzyskim w powiecie pińczowskim w gminie Pińczów.
29 września 1954 część Nowej Wsi (place przy ul. Żwirki i Wigury) włączono do Pińczowa.
1 stycznia 1973 włączona do Pińczowa.